# Alemannen

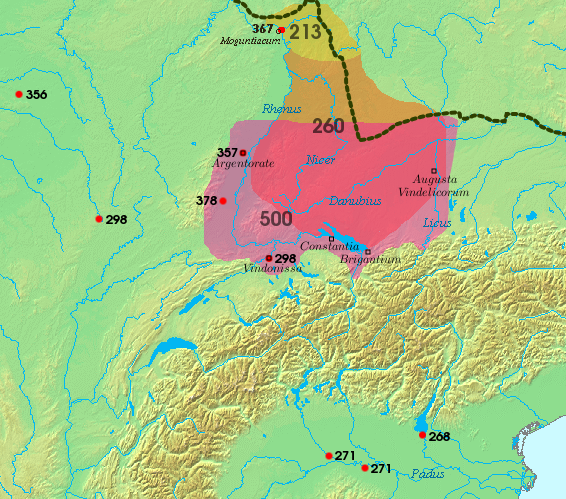
Nederzettingen en expansie van de Alemannen

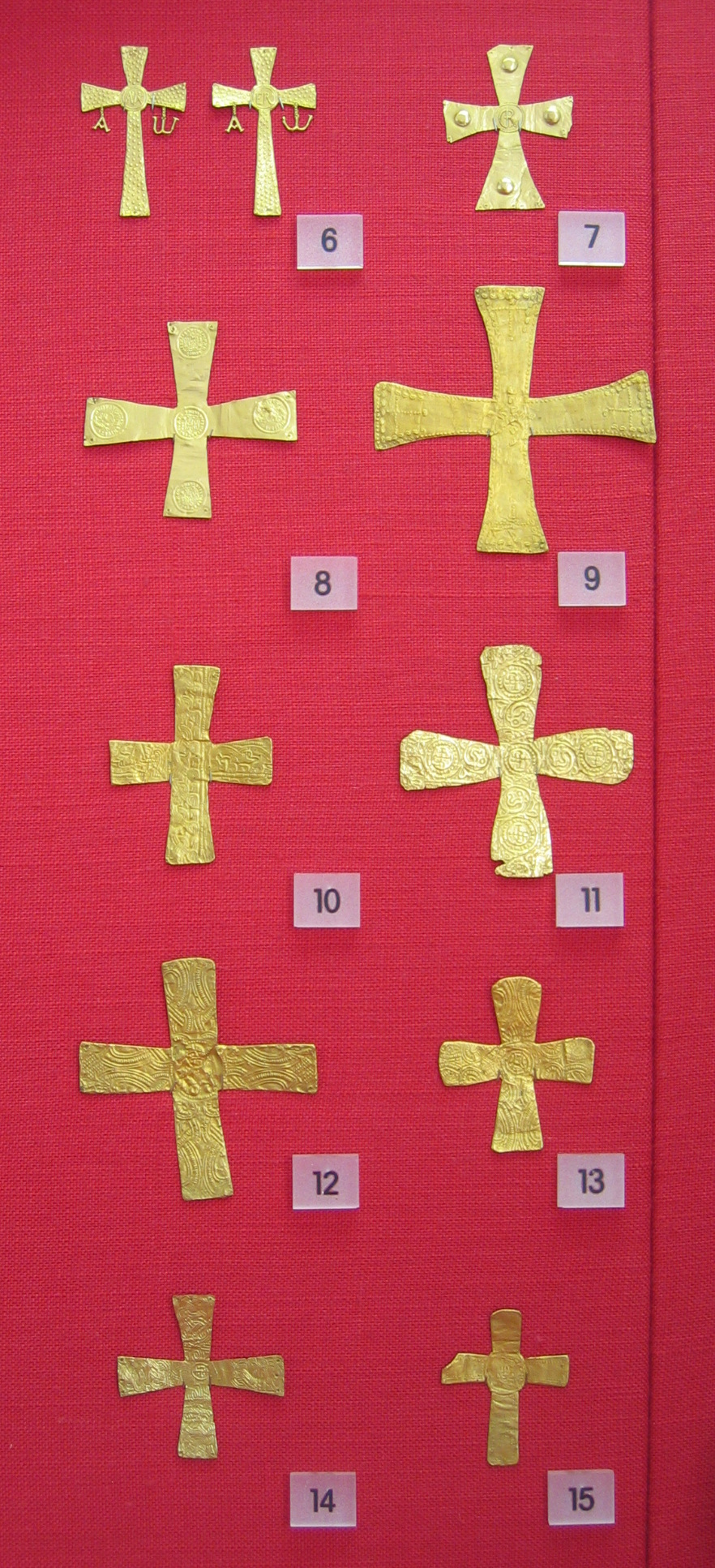
Gouden kruisjes uit Alemaanse graven

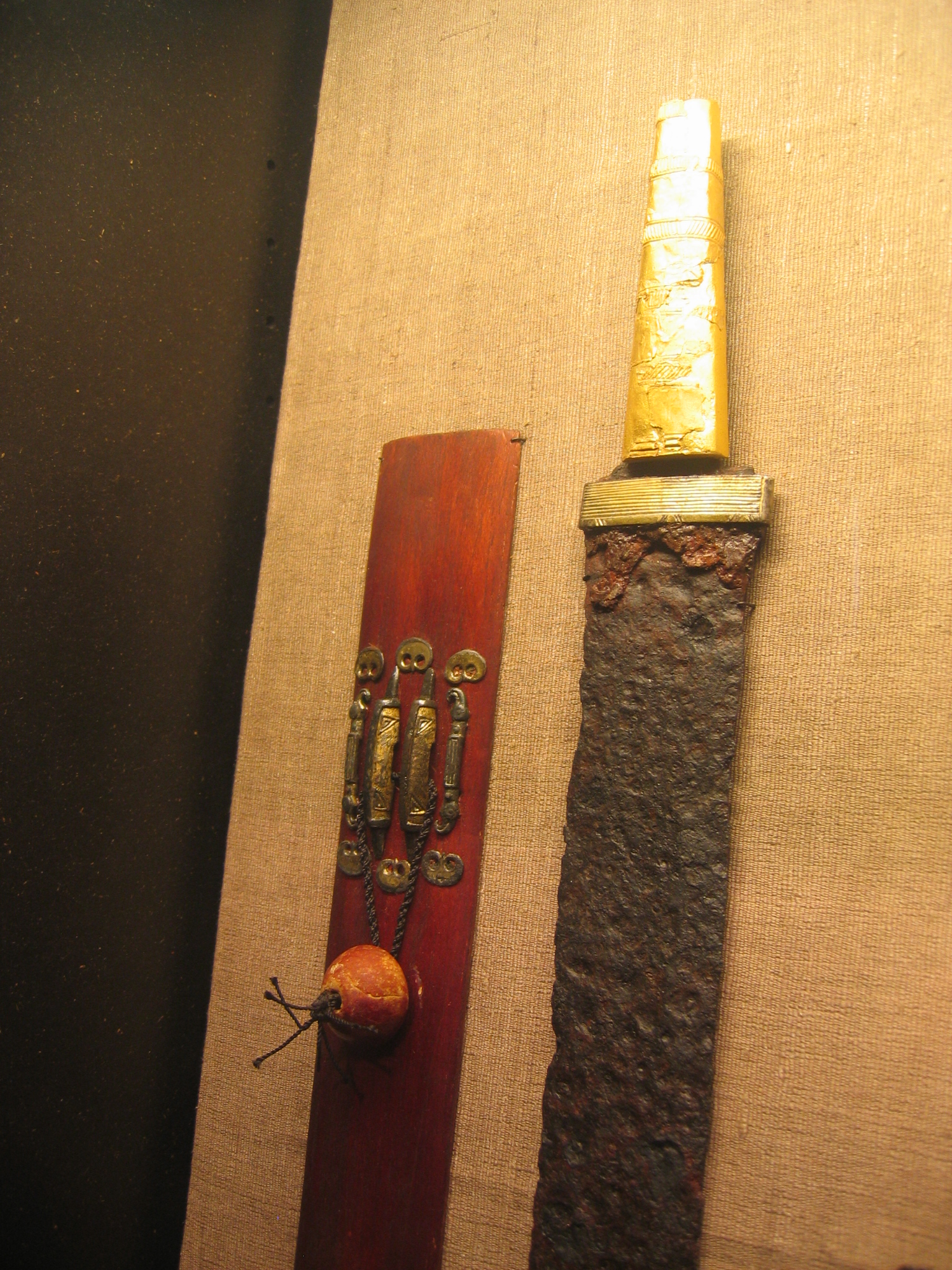
Alemaanse spatha met gouden greep en schedeversiering, 5e eeuw

De Alemannen (ook Alamannen) vormden een verbond van Germaanse volkeren. De kern bestond uit Sueven, met als machtigste stam de Semnonen. Veel delen van andere volken sloten zich bij dit verbond aan en dan met name jonge krijgers en plunderaars. Hun naam wijst op een verzameling van volkeren: 'alle mensen'.

## Invallen op Romeins gebied
In 360 waren er nog veertien verschillende hertogen (legeraanvoerders). Zij woonden oorspronkelijk tussen de Rijn en de Donau, het voormalige Allemannië en tegenwoordige Zwaben vanwaar ze vanaf 212 regelmatig plundertochten ondernamen op Romeins gebied.    
Een deel van de Sueven werd door Longobarden, Bourgondiërs en anderen naar het westen gedrongen en in 213 n.C., ten tijde van keizer Caracalla, voor het eerst in Zuidwest-Duitsland gesignaleerd onder de naam Alemannen. Daar oefenden zij druk uit op de Germaanse limes, maar werden door Caracalla tot staan gebracht. Na een mislukte doorbraak in 233-234 konden de Alemannen in 259-260 wederom het Romeinse Rijk binnendringen. Ditmaal was de politieke chaos in het Romeinse Rijk zodanig dat er verdergaande penetraties volgden. Er vonden invallen plaats naar Gallië en vanaf 268 ook naar Italië. Diverse keizers voerden veldtochten tegen de Alemannen met wisselend succes. Er vonden veldslagen plaats bij Augsburg, het Gardameer, Piacenza, Fano en Pavia. In die periode ging de Agri Decumates, een gebied achter de Germaanse limes tussen Rijn, Main en Neckar, definitief verloren voor het Romeinse Rijk. De Alemannen vestigden zich in dit vrij gekomen gebied. Eind 3e eeuw consolideerde zich de toestand aan de grens: Romeinse tegenoffensieven bleven zonder verder resultaat en de linie van de Boven-Rijn werd als nieuwe grens van het rijk versterkt.

## Bondgenoot en vijand van de Romeinen
De Romeinen sloten in 328 een verdrag met de Alemannen. Overeengekomen werd dat zij dienst konden nemen in het Romeinse leger en de beveiliging ten noorden van de Rijn op zich zouden nemen. Bij een opstand van het Romeinse leger in 350 werd dit verdrag door de Alemannen terzijde geschoven. De toekomstige keizer Julianus Apostata voerde een succesvolle veldtocht tegen de Alemannen en maakte een einde aan de infiltratie in de Elzas. Bij Straatsburg werden ze in 357 verpletterend verslagen. De leider van de Alemannen werd daarbij gevangengenomen en gedwongen een voor de Romeinen zeer voordelige vrede te sluiten.
Deze vrede was overigens geen lang leven beschoren, want reeds kort na de dood van Julianus, in 364, vielen de Alemannen Gallië alweer binnen. Onder keizer Valentinianus I werd pas definitief een einde gemaakt aan deze invallen. In het Zwarte Woud werd het volk in 370 verslagen en de Limes opnieuw versterkt.
In 406-407 konden de Alemannen vrijwel ongehinderd Oost-Gallië bezetten, omdat Romeinse legioenen aan de Rijn-Donau-limes onttrokken waren vanwege een op handen zijnde aanval door de Visigotische koning Alarik op Italië. Nadat het gevaar van de Visigoten was geweken keerde het Romeinse leger niet terug aan de Limes, waardoor het noorden en oosten van Gallie min of meer onverdedigd bleef en de bevolking deels wegvluchtte. De Alemannen vestigden zich in het verlaten gebied. Hierna trachtten de Romeinen door het sluiten van bondgenootschappen verdere terreinwinst van de Alemannen te beperken en voor een deel slaagden zij daarin, want hun naam duikt nauwelijks meer op in historische bronnen. De Alemannen verblijven dan grotendeels in Zuid-Duitsland, Zwitserland en de Elzas.
Een veel grotere dreiging dan de Alemannen zijn de hordes van Atilla die alle aandacht opeisen van het Romeinse rijk. Als rond 450 de Hunnen Gallië binnenvallen laten de Alemannen echter weer van zich horen als zij zich aansluiten bij het leger van de Hun. In 451 vechten zij aan diens zijde in de slag bij Châlons. Deze slag wordt verloren waarna Atilla met zijn leger verder trekt. In 457 valt een restant van dit leger, voor het grootste deel bestaande uit Alemannen Italië binnen, doch wordt door de Romeinen teruggeslagen.

## Na de Val van het West-Romeinse Rijk
Na de Val van het West-Romeinse Rijk, ten tijde van het bewind van de Frankische koning Clovis I, probeerden de Alemannen vaste voet te krijgen in de omgeving van Keulen. Koning Sigebert van de Ripuarische Franken riep de hulp in van Clovis. Na een aantal wisselingen van de krijgskansen brachten de verenigde Frankische legers de Alemannen in 496 op Frankisch grondgebied in de slag bij Tolbiac, het huidige Zülpich in de buurt van Keulen, een vernietigende nederlaag toe. Daarna trokken de Franken plunderend het grondgebied van de Alemannen binnen. Eerst werd het noordelijk deel van de Alemannen onderworpen en in 536 werd het volledige rijk onder Frankisch gezag geplaatst. Met enige onderbrekingen zouden de Alemannen de komende drie eeuwen deel blijven uitmaken van eerst het Merovingische en later het Karolingische Rijk. Tot hun verdwijnen onder Frankisch gezag bleven de Alemannen een los geheel van tijdelijk georganiseerde bendes die niet in staat en ook niet van zin waren om een staat te stichten met een continue hiërarchie en wetgeving. De waarde die hun roofzuchtig bestaan hen bracht woog niet op tegen de moeite van een staatsopbouw zoals de Franken zich getroosten.

## Naamgeving
Het begrip Alemannen is niet helemaal verdwenen. In het Frans benoemt men het huidige Duitsland met het woord Allemagne, omdat de Alemannen de dichtstbijzijnde Germaanse volksstam waren en de Duitsers daarom 'Allemands', Vandaar ook het feit dat "Duitsland" ook in het Spaans Alemania heet, in het Turks Almanya, en in het Arabisch, Perzisch en het Oerdoe "Alman". In Duitsland verloor hun naam zijn betekenis en kwam de naam van de Sueben in 'Zwaben' ervoor in de plaats.